# Épée
L’épée (du latin spatha, « chose plate ») est une arme blanche à double tranchant (se distinguant ainsi du sabre) composée d'une lame droite en métal pourvue le cas échéant d'une gouttière (dépression longitudinale), d'une poignée et, à certaines époques, d'une garde protégeant la main et d'un pommeau.
Le terme d’« épée » est polysémique :
1. il peut désigner une arme de guerre, de la famille et descendant du glaive romain ;
2. il peut désigner un accessoire de sport, l’épée d’escrime, l'une des trois armes de l'escrime sportive avec le fleuret et le sabre (le terme est dit récursif, désignant à la fois un objet ainsi que la famille à laquelle il appartient).

La forme de l'épée détermine son utilisation, bien que la très grande majorité des épées combinent les deux types d'utilisations possibles de taille et d'estoc :
- de taille : coup porté avec le fil de l'épée (l'arête tranchante) ;
- d'estoc : coup porté avec la pointe dans l'axe de l'épée, pour transpercer son adversaire.

Il existe aussi des épées sans pointes (épées de bourreau), servant uniquement à la décapitation.

## Éléments historiques

### Préhistoire

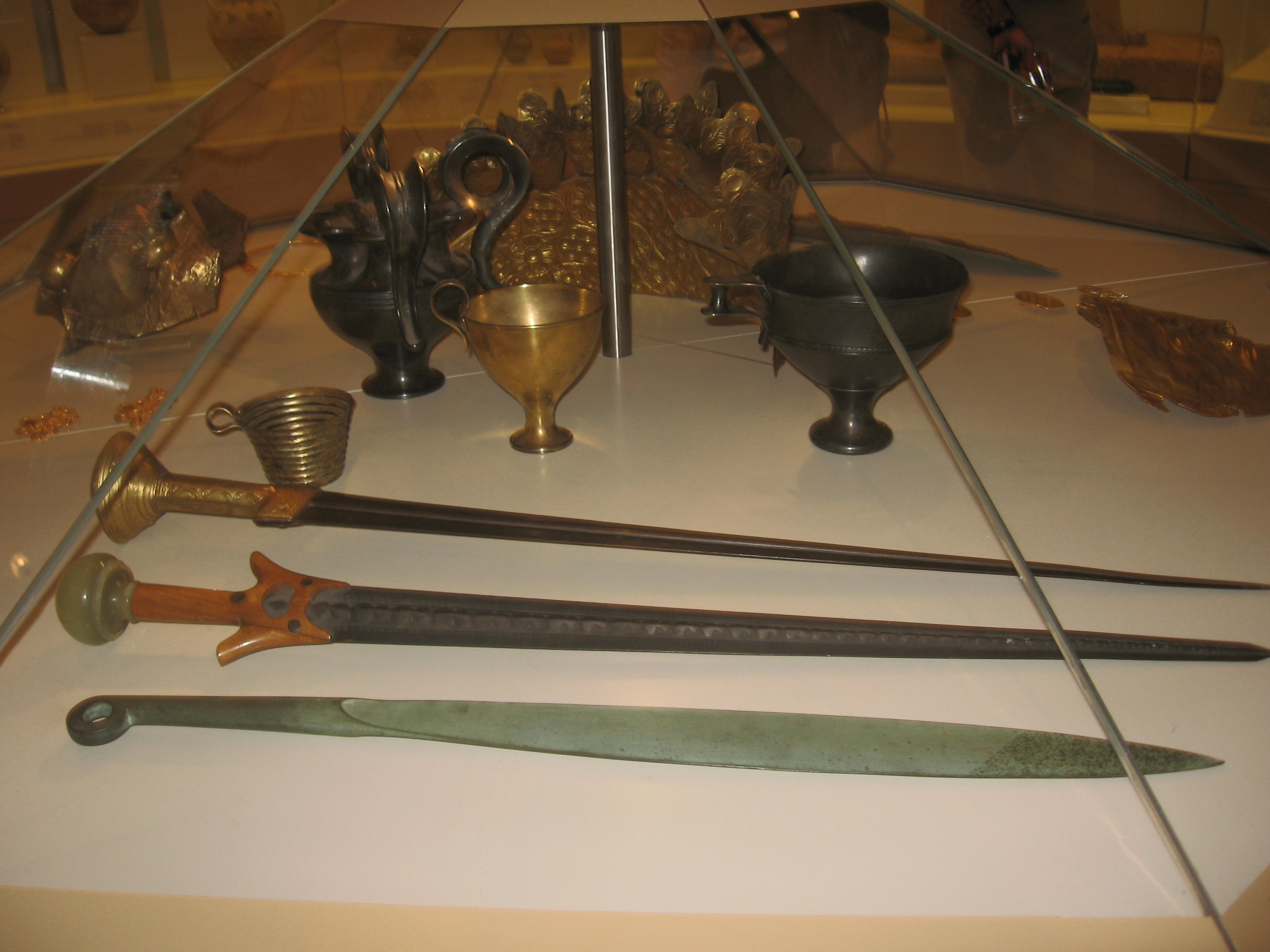
Les guerriers sont souvent enterrés avec les armes (ici des épées de l'âge du bronze). Les funérailles peuvent être marquées par la destruction ostentatoire des épées à la façon du potlatch.

Les épées, c'est-à-dire des armes ayant une lame d'au moins trente centimètres, sont connues dès l'âge du bronze. Elles sont alors réparties en quatre types, dont le plus ancien est celui des « épées à languette large » du Bronze ancien ou moyen, dans la première moitié du IIe millénaire av. J.-C..
Pour l'archéologue et historienne Anne Lehoërff, l'épée en bronze serait née en Europe au IIe millénaire avant notre ère (les premiers connues étant des épées à languette tripartite (de)), et résulterait de l'allongement des lames triangulaires des dagues en silex telle celle que portait Ötzi. Elle est la « première arme de l'histoire », d'usage exclusif, celui destiné à blesser, mutiler et assassiner les ennemis, alors que les lances et les flèches préhistoriques sont destinées à la chasse.
En réalité, les premières armes que l'on peut qualifier d'épées datent du quatrième millénaire avant notre ère. Des épées trouvées lors de fouilles archéologiques à Arslantepe, en Turquie, par l'archéologue Marcella Frangipane datent d'environ 3100 av. J.C.. Ces armes en bronze (alliage cuivre-arsenic) mesurent près 60 cm de long, les métallurgistes utilisant initialement cet alliage par cémentation avant de privilégier l'alliage cuivre-étain.
Une épée en bronze mise au jour en 1979 par l'archéologue Alexei Rezepkin (en) dans un kourgane près du village russe de Novosvobodnaya (en) daterait d'environ 3400 av. J.C.. Cette découverte milite plus en faveur de l'hypothèse de l'historien Jacques Freu qui voit l'apport culturel des empires de la steppe dont les peuples cavaliers armés d'épées auraient importé cette arme en Europe.
À l'âge du bronze final, les « épées à languette tripartite » ont les trois parties de la poignée clairement distinctes (garde, fusée et pommeau) : c'est au plus tard à cette période et probablement plus encore au premier âge du fer que l'arme acquiert une valeur aristocratique. Coûteuse, longue et complexe à élaborer, l'épée semble en effet se trouver exclusivement dans les tombes de personnages importants.

### Antiquité

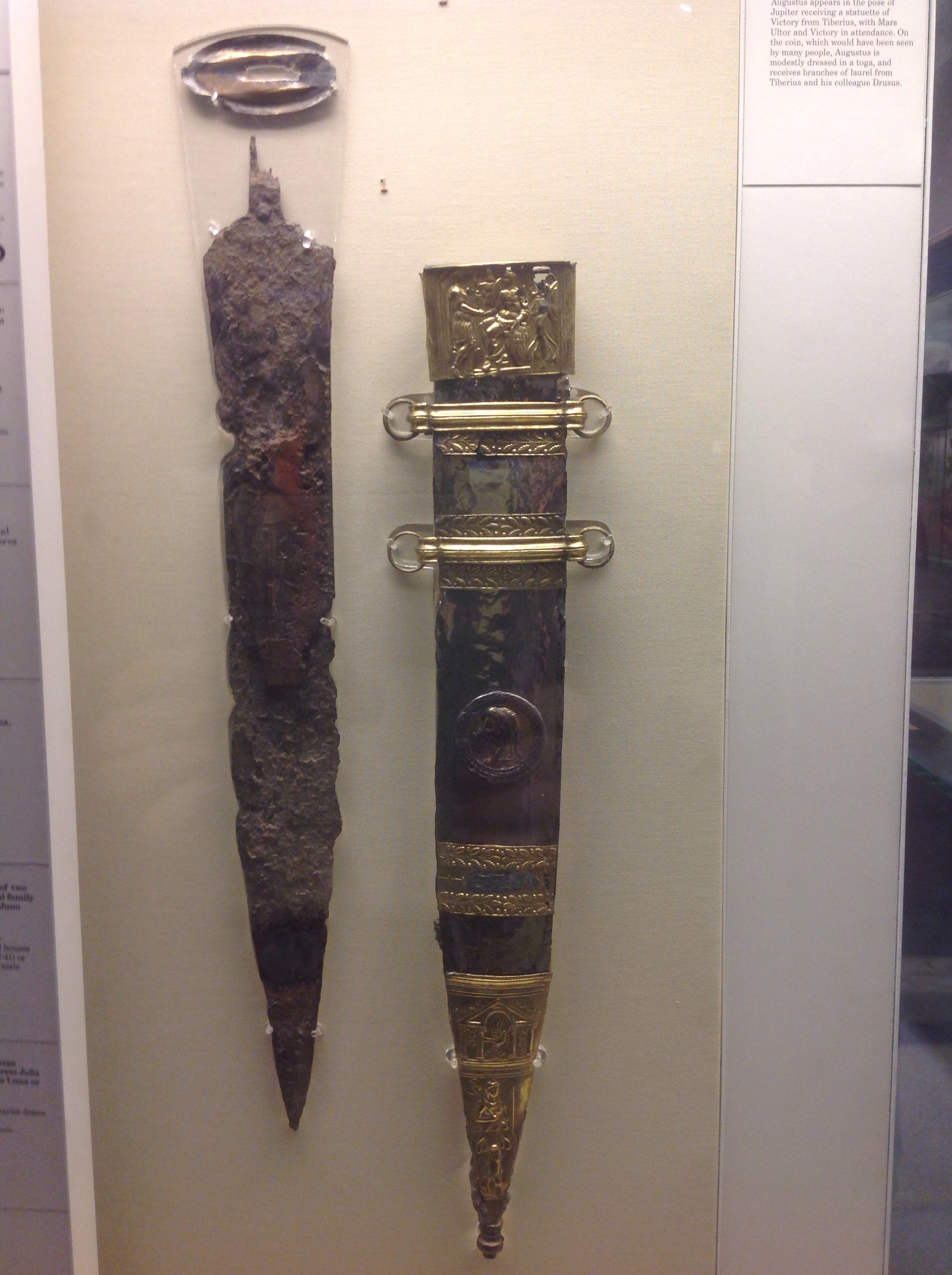
Épée de Tibère.

Difficile à produire, l'épée s'affirme au départ comme une arme de prestige et devient durant l'antiquité l'arme par excellence qu'utilise le cavalier pour frapper « de taille » le fantassin. Néanmoins, Celtes, Germains, Romains l'utilisent aussi dans l'infanterie, sous différentes formes. On notera néanmoins que, jusqu'aux premières heures du Moyen Âge et jusqu'au VIIIe siècle, le « long couteau » (scramasaxe et autres) reste plus répandu que l'épée.
Dans le dernier quart du IVe siècle, l'épée celtique (it) (dénommée cladio en gaulois, terme qui a donné le mot glaive), d'une longueur de lame de 60 cm, devient un élément primordial de l'équipement standard du guerrier. Jusqu’à la période romaine, cette épée connaît un allongement de sa lame, tandis que sa pointe s'arrondit, ce qui indique un usage quasi-exclusif de taille.
Les légionnaires romains emploient le glaive (latin gladius), qui se porte au côté droit comme avant lui l'épée gauloise ou ibérique. Le glaive du haut Empire (type « Mayence ») est directement inspiré de l'épée hispanique avec une lame qui peut atteindre soixante centimètres. Par la suite, sa pointe se raccourcit et ses tranchants, jusqu'alors courbés en deux points (une courbure rentrante puis une courbure sortante, lame de type « pistilliforme »), deviennent droits (type « Pompéi »). Le glaive du légionnaire est peut-être l'arme qui contribue le plus à la supériorité militaire romaine des premiers siècles de l'ère chrétienne, notamment en raison de sa capacité à être utilisé de taille et d'estoc.
Parallèlement, la cavalerie romaine, souvent composée de troupes auxiliaires celtes ou germaines, emploie un type d'épée longue (latin spatha). Sous les Sévères, la spatha devient à son tour une arme d'infanterie, avec une lame longue de 60 à 90 cm qui s'élargit progressivement et qui se porte au côté gauche.
Sans doute à cause des traits évoqués, l'épée est une arme dont la fabrication est confiée à des spécialistes. En raison de cela, un modèle est souvent et longtemps imité avant qu'une innovation n'apparaisse. Ainsi, les Germains avaient emprunté l'épée longue aux Celtes. À partir du IIIe siècle environ, la spatha (l'épée longue romaine) s'inspire elle-même des armes germaniques occidentales : elle connaît son heure de gloire au moment des Grandes invasions ; c'est l'épée des Barbares qui triomphe du glaive équipant les cohortes, en quelque sorte.

### Moyen Âge
| |  |  |
| Charge frontale de la cavalerie lourde puis engagement de la mêlée qui implique un combat rapproché. |  |  |

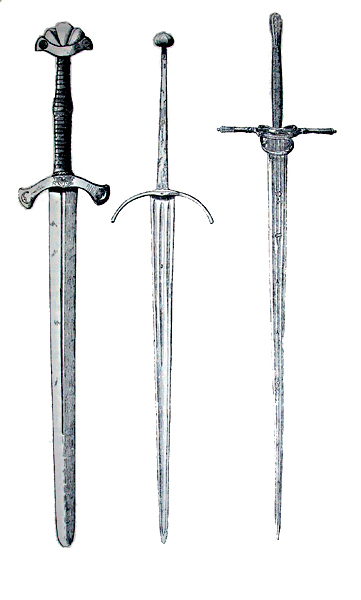
Épées du Moyen Âge.

L'épée est l'arme emblématique du Moyen Âge. Grâce à de longs siècles d'héritage technique empirique, sa fabrication progresse en quantité et qualité. Exportée en Scandinavie (dans le Jutland), c'est celle-ci qui semble avoir servi de modèle originel à l'épée occidentale médiévale, dont le premier type est celui de l'épée mérovingienne, au pommeau triangulaire muni d'un anneau. L'épée longue « mérovingienne » sert à son tour de modèle à l'épée franque carolingienne. L'épée franque carolingienne avait la réputation d'être la meilleure de son époque, au point que son commerce était interdit en dehors de l'empire. Celle-ci est perfectionnée jusqu'au IXe siècle en Saxe, puis copiée par les Vikings. Lors de l'établissement du duché de Normandie, l'épée Viking (en), forgée selon la mythologie nordique, dans l'atelier de Völund, est améliorée jusqu'au XIe siècle (sa masse diminue et la garde s'allonge). La lame est alors en acier, tout comme la garde et le pommeau : fabriquée à partir de fer (élément malléable mais pas assez résistant pour en faire une arme), le forgeron médiéval incorpore du carbone à la partie extérieure de la lame, la partie interne restant souple et flexible, spécialité des forgerons de Tolède. Avant le développement au XIVe siècle du haut fourneau qui permet l'obtention de fonte), il lui faut autour d'un mois et demi, s'il travaille seul et effectue toutes les phases de la fabrication de l'épée : préparation du minerai de fer (grillage, concassage), procédé thermochimique de production de l'acier (réduction directe du minerai dans un bas fourneau ou cémentation dans une enveloppe d'argile), martelage, trempe, polissage, affûtage… Le prix élevé d'une épée, ainsi que l'entraînement intensif que cette arme impose, tend à réserver la guerre à la seule noblesse seigneuriale et à en exclure la paysannerie libre qui se fond entièrement dans la catégorie des laboratores (« ceux qui travaillent ») selon le schéma des trois ordres issu de la thèse de la « mutation de l’an mil ».
« Au lendemain de l'an mil, la christianisation efface des épées les runes assimilées à des sorts diaboliques ». Cette christianisation de l'épée au Moyen Âge central se traduit par la mise en place de reliques dans le pommeau, d'inscriptions religieuses sur l'épée, de son stauromorphisme (épée stauromorphe ou cruciforme : la garde, la lame et le pommeau évoquent la forme d'une croix), sa bénédiction et sa mise sur l'autel lors des cérémonies d'adoubement ou de couronnement, mais aussi par le débat autour deux glaives…
En Occident, le plus courant est l'épée de taille, longue (près d'un mètre) et plate, à deux tranchants. Au XIIe siècle, le pommeau rond se répand et remplace les pommeaux ovales ou lobés des épées normandes. Des modèles à la garde recourbée apparaissent. L'estoc (pointe) peu prononcé (bien que fonctionnel) tend à s'effiler : l'épée d'estoc, plus fine et plus courte (mesurant entre 60 et 75 cm du talon à la pointe), à l'extrémité acérée, plus adaptée aux coups de pointe, devient plus usitée  dès la fin du XIIIe siècle de l'épée d'estoc. Son talon est large (jusqu’à 10 cm) et l'estoc très pointu permet de transpercer l'armure entre les plates qui apparaissent alors. À la fin du XIIIe siècle apparaissent les épées longues (à deux mains) telles que le brand d'arçon qui, comme son nom l'indique, est porté sur la selle et est utilisé par le chevalier démonté. Les épées bâtardes (dites à une main et demi) se développent au XVe siècle. Leur longueur et leur masse modérées ainsi qu'un excellent équilibrage (notamment grâce aux pommeaux en ampoule) en permettent l'usage à cheval et à pied, à une ou deux mains. Les épées très longues telles que les espadons restent d'usage au XVe siècle et jusqu'au début du XVIe (Zweihänder des Lansquenets). On trouve également l'épée de tournoi, dépourvue de tranchant.
En Iran, se développe à la même époque l'acier de Damas, possédant les mêmes qualités de tranchant et de flexibilité, grâce à son assemblage de particules d'aciers plus ou moins riches en carbone, procurant en prime un aspect esthétique remarquable. Le Japon n'est pas en reste, développant le forgeage de lames à partir de plaques de différents aciers (voir Structure de la lame du sabre japonais).
L'archéologie expérimentale montre que, jusqu'au haut Moyen Âge, une cotte de mailles de qualité évite d'être tué par une épée et que l'estoc (« geste associé à la traîtrise et largement discrédité par opposition à la prestigieuse taille ») contre cette armure risque de tordre ou de briser la lame qui manque de rigidité. Le développement de l'étrier et de la selle à arçon facilite l'évolution vers la cavalerie lourde médiévale qui devient la reine des batailles. Les cavaliers, mieux calés et plus stables sur leur monture, sont armés d'épées, de lances à pennon, voire d'arcs et de flèches. Ils chargent avec leur lance, serrée sous l'aisselle. Durant la mêlée, ils continuent de se battre en selle après avoir rompu ou abandonné leur pique. S'ils sont désarçonnés, ils poursuivent le combat à pied et décochent des coups de taille avec leur épée, plus souvent de haut en bas que latéralement. Cependant, dans la mentalité des chevaliers, « la lutte à l'épée apparaît bien plus noble… que la charge rapide à la pique et a fortiori que le jet de javelots, de flèches et de carreaux. Envoyer de loin des projectiles n'est pas seulement lâche, mais assassin, en comparaison de l'escrime où l'on ne se tue guère. Lourdement cuirassé, le chevalier est rarement mutilé, mais juste tailladé ».
Au Moyen Âge tardif, le développement des hauts fourneaux qui permet la liquéfaction du fer coulé et la fabrication d'objets en série par moulage de la fonte en fusion, enlève un peu de son mythe à l'épée médiévale, objet unique et fabriqué à la main par des forgerons. De plus, cette période correspond au triomphe de l'artillerie à poudre, et plus encore de l'artillerie à main, qui marque le déclin de la chevalerie. Cependant, comme l'épée médiévale possède des traits invariants dans de nombreuses mythologies (mythologie nordique, mythologie chrétienne…), elle continue de nourrir l'imaginaire collectif et la culture populaire actuelle. Elle inspire la littérature, du roman gothique au roman médiéval, l'univers de l'heroic fantasy (appelé de manière significative en anglais Sword and sorcery, « Épée et sorcellerie »), ou du cinéma. « Les forgerons monstrueux et souterrains du Seigneur des Anneaux, l'épée magique tuant le basilic dans Harry Potter ou les sabres laser de La Guerre des étoiles sont l'incarnation vivante de la force surnaturelle que les chevaliers accordaient à leur glaive ».

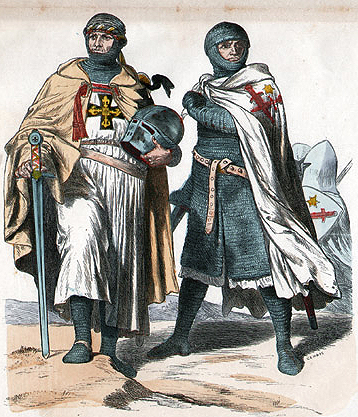
Les chevaliers doivent être armés des quatre vertus cardinales[19].
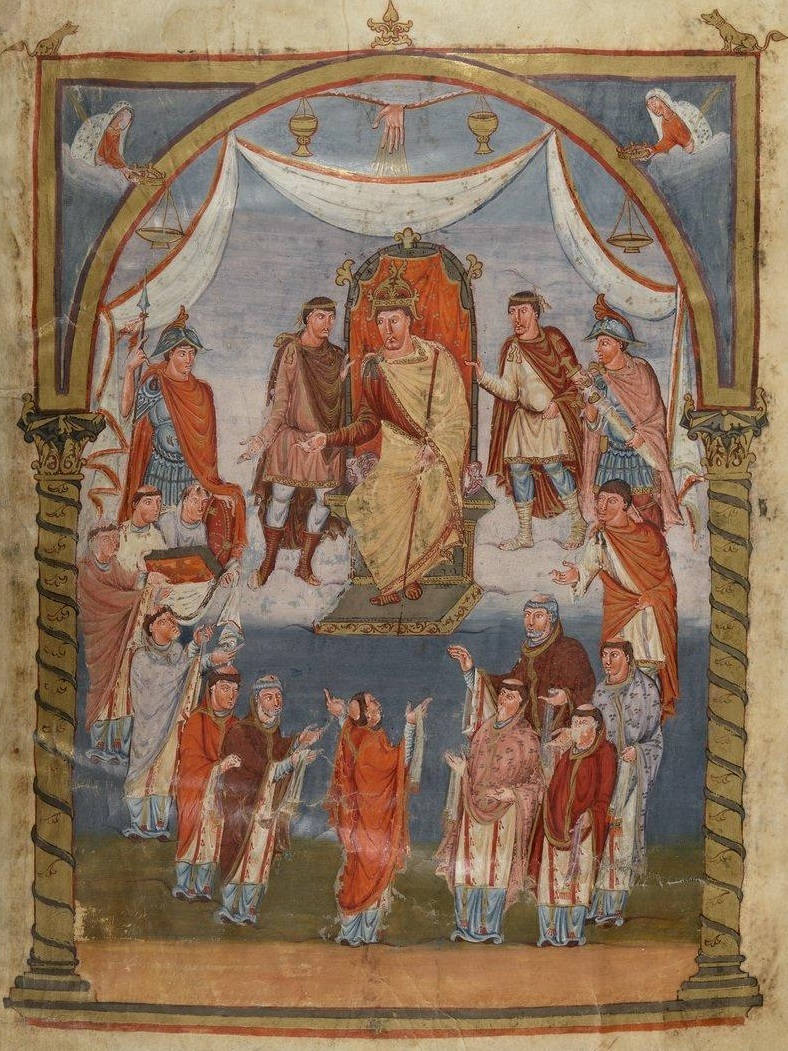
Porte-glaive et porte-lance en vassaux (Première Bible de Charles le Chauve), XIe siècle).
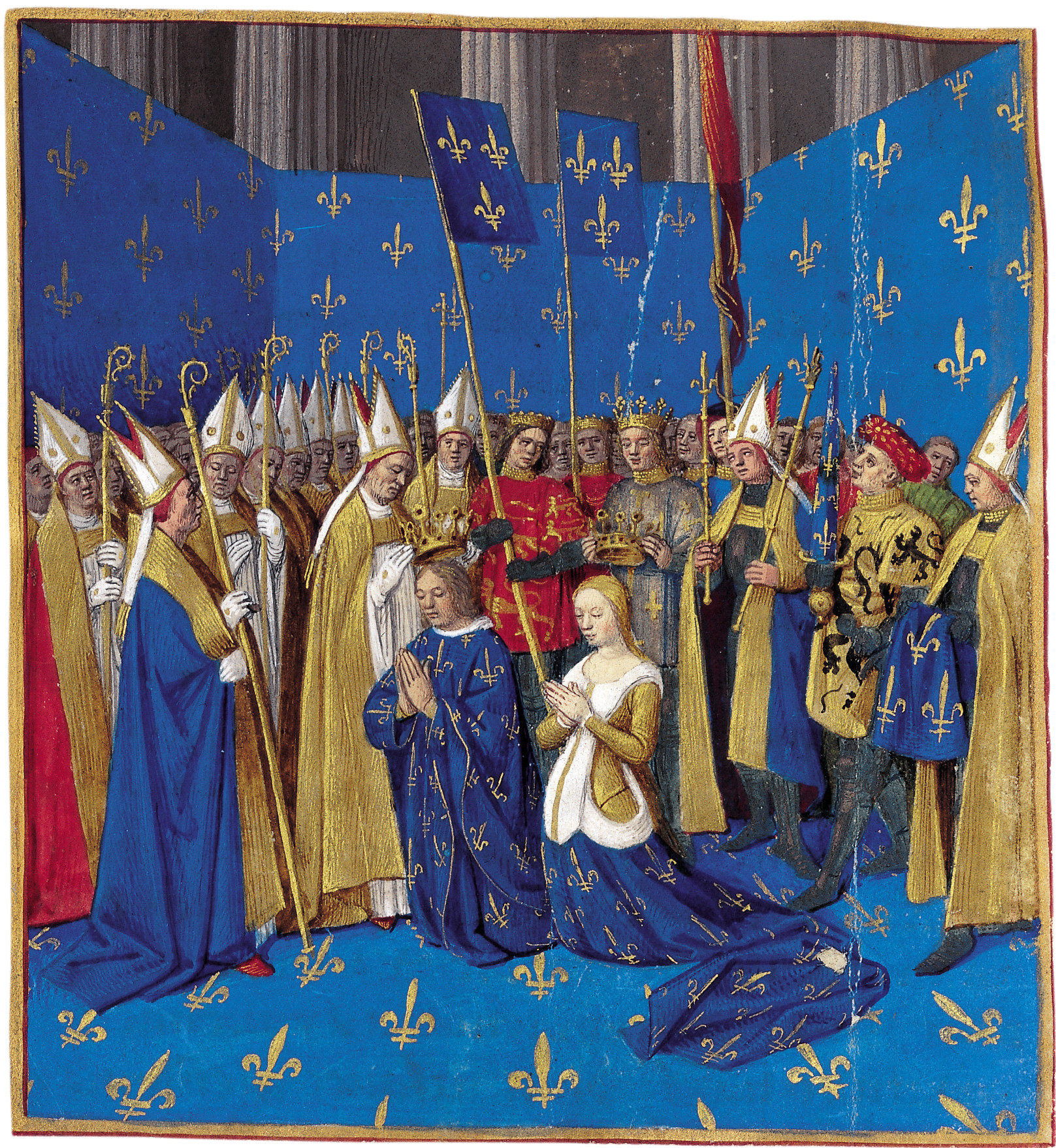
L'épée Joyeuse utilisée lors du sacre des rois de France, illustre la doctrine des deux glaives.

### Système de suspension
L'évolution de l'arme proprement dite est indissociable de celle de son système de suspension : les Celtes protohistoriques de la Tène avaient déjà su élaborer un système de suspension reposant sur deux chaînes : un brin court (15 cm) et un brin long (45  à   50 cm).
Au début du haut Moyen Âge, les épées sont portées au côté gauche au moyen d'un double pontet vertical (sorte de boucle rigide). L'origine exacte de ce dernier est incertaine : connu des Chinois, il faut attendre pour le voir utilisé en Occident. Les Sarmates et les Alains l'introduisent durant les raids orientaux, une des découpes des Grandes invasions (IIIe – IVe siècle). Jusqu'au XIe siècle, le port de l'épée dans son fourreau en bandoulière ou grâce à une ceinture simple est courant. Plus tard, alors que l'usage de la cavalerie se répand, on utilisera des fourreaux attachés avec une double ceinture, conférant ainsi une meilleure stabilité à cheval. Pour les mêmes raisons, au XIIe siècle, le port de l'épée, d'abord vertical le long de la jambe gauche, devient oblique. Il passe presque à l'horizontale au XVe siècle lorsque les épées longues se répandent, afin que la pointe ne touche pas le sol quand l'homme d'armes est à pied. Les épées de très grande dimension (brands, espadons) sont portées attachées à la selle du cheval, et non dans le dos. Les seules épées communément portées dans le dos furent les claymores des highlanders au XVIIe siècle.

### Déclin de l'utilisation militaire du sabre et de l'épée aux époques moderne et contemporaine
Avec le perfectionnement et la diffusion des armes à projectiles, notamment les armes à feu, le corps à corps perd de sa prédominance sur le champ de bataille dès la fin du Moyen Âge. Ceci est tout de même à nuancer, car il restera longtemps important, notamment par l'utilisation des baïonnettes. Cependant, l'utilisation de l'épée commence à reculer lentement. Elle cesse d'être une arme de guerre dans l'infanterie dès le XVIe siècle et est remplacée dans la cavalerie par le sabre et la latte.
Bien que dans certains conflits précis, elle continue de représenter un avantage - par exemple les épées métalliques des Conquistadors sont supérieures technologiquement aux masses aztèques - la diffusion des armes à feu diminue son importance au cours des batailles. L'une des batailles les plus représentatives en est la bataille de Culloden, en 1746, au cours de laquelle l'armée jacobite, principalement composée d'Highlanders équipés d'épées, sera écrasée et décimée par les fusiliers anglais : jusqu'à 2 000 morts ou blessés et 596 prisonniers  dans le camp jacobite, contre 52 morts et 259 blessés dans le camp anglais.
À partir du XVIIIe siècle, les armées européennes ont une tendance à remplacer les épées de leurs fantassins par des fusils équipés de baïonnettes. L'épée devient alors l'apanage des officiers, et de certains corps de cavalerie - d'autres cavaliers utilisent la lance. Le fusil devient ainsi à la fois l'arme de tir et l'arme de corps à corps la plus présente sur le champ de bataille. Même dans les armées dans laquelle l'épée reste largement diffusée, telle que l'armée ottomane, le combat à distance devient prédominant.
En Occident, le perfectionnement de l'artillerie, surtout au cours de la Première Guerre mondiale, rend quasi-inutile le combat au corps à corps sur les champs de bataille. L'épée devient alors une arme d'apparat, tandis que la baïonnette sert d'arme d'appoint. Le sort de la lance est légèrement différent, car certains États, par exemple l'armée polonaise, continuent d'entretenir des cavaliers lanciers, jusqu'à la Seconde Guerre mondiale.
En Asie, l'usage de l'épée, et surtout du sabre, se maintient un peu plus longtemps. Les officiers de l'armée japonaise continuent de l'utiliser comme arme jusqu'à la fin de la Seconde Guerre mondiale. À la fin de cette guerre, l'armée américaine fait état de plusieurs dernières charges de soldats japonais, équipés de baïonnettes et de sabres. En Chine, certains actes de résistance armée contre l'occupation japonaise se font par des combattants armés d'épées. Cependant, après la fin de la Seconde Guerre mondiale, l'épée disparaît de l'arsenal courant, et elle n'est plus couramment utilisée au cours de tous les conflits suivants, en Asie du Sud-Est.
Les pays du Proche et du Moyen-Orient suivent quasiment la même évolution que les pays occidentaux. Il est toutefois à noter qu'avant que le corps à corps ne soit abandonné, l'épée et le sabre étaient restés aussi diffusés que la baïonnette.
Aujourd'hui, l'épée n'est utilisée comme arme de combat par aucune armée régulière asiatique, américaine ou européenne. Elle n'est plus qu'une arme d'apparat de certains corps militaires, comme la garde républicaine française. En Arabie Saoudite, elle est encore utilisée, mais pour appliquer les peines de mort, pas pour le combat.
Toutefois, en Afrique, l'usage d'épées et de machettes perdure. Ainsi, des assassinats de civils à la machette ont été observés dans les deux camps lors de la guerre civile en Centrafrique. De même, l'armée tchadienne, en saisissant du matériel pris au groupe terroriste nigérien Boko Haram, a découvert aussi bien des armes à feu que des épées.
De plus, plusieurs groupes djihadistes, notamment Daech et Boko Haram, utilisent des armes blanches comme moyen d'exécution spectaculaire, telles que des couteaux, des épées et des machettes. Il s'agit cependant beaucoup plus d'un moyen de marquer les esprits que de vraies armes de combat.

### Utilisation sportive de l'épée
Au cours du XIXe siècle, l'épée connaît une utilisation de moins en moins martiale et de plus en plus sportive. La pratique de la Mensur dans les universités allemandes, les interdictions régulières du duel au sang, l'enseignement obligatoire de l'escrime aux soldats (1869) puis dans la cavalerie et l'infanterie (1877), l'émergence du sport de masse : l'épée devient peu à peu une arme sportive.
En 1882, est fondée la Société d'encouragement à l'escrime. L'épée devient une épreuve des Premiers Jeux olympiques en 1896.

## Description

Épée avec son fourreau.

L'épée se compose de quatre parties : la lame, la garde, la poignée et le pommeau.

### Lame
De plus de 30 cm, la lame a deux tranchants que l'on appelle aussi taille ou fil, le côté de la lame est le plat. Le premier tiers à partir de la pointe, le plus fin, est le faible. Le dernier tiers, le plus épais, est le fort.
Le faible correspond à la partie la plus effilée de la lame, utilisée pour la taille lorsque le type de l'épée le permet, ainsi que pour les entailles. Le fort, lui, sert à recevoir la lame adverse dans les techniques de déviations des frappes adverses.
La géométrie de la lame varie à travers le temps avec comme souci principal l'adaptation à un travail donné, lié au contexte technologique et militaire de l'époque. On distingue ainsi des caractéristiques permettant de qualifier une arme :
Le profil général de la lame regroupe trois grandes catégories :
1. lames à tranchants larges et parallèles : épées adaptées principalement à la taille (épée longue du XIIIe siècle)
2. lames à profil triangulaire à tranchants larges: épées adaptées à l'estoc et à la taille (épée longue du XVe siècle)
3. lames sans tranchant : épées d'estoc (rapière de la fin du XVIIe siècle, épée de cour du XVIIIe siècle)

Une lame correctement créée présente aussi un profil non uniforme dans le sens du tranchant : le tranchant est plus épais près de la garde qu'à la pointe, ceci depuis les toutes premières épées et pour des raisons de répartition des masses, d'équilibre et de vivacité de la lame.
La section de la lame est également une donnée clef :
1. section lenticulaire : génère une lame très tranchante, mais assez souple : épées de taille (épée Viking) ;
2. section diamant (losangéiforme allongée) : lame moins tranchante mais très rigide et légère: épées d'estoc, et dans une moindre mesure de taille (épée longue du XVe siècle, rapière du XVIIe) ;
3. section hexagonale : génère une lame moins tranchante, mais rigide et lourde : épée de taille et d'estoc destinée à couper/casser des matériaux durs (cotte de mailles et plaquettes, par exemple) ;
4. section carrée ou triangulaire à pans creux : lame de pur estoc (épée de cour du XVIIIe siècle). Quantité et répartition de la matière optimisée dans la section (à titre d'exemple, c'est également la forme de la baïonnette française de la  Première Guerre mondiale).

La pointe est arrondie et aplatie pour une épée typée taille, et acérée et plus épaisse pour l'estoc.
Les gouttières sont destinées à alléger la lame tout en conservant ses principales propriétés mécaniques. Cela diminue aussi la section de la lame, et sa densité, ce qui occasionne en général une perte de rigidité (surtout si la gouttière parcourt presque toute la lame). Les gouttières sont donc principalement présentes sur les lames à section lenticulaires et tranchants parallèles. Une épée qui veut prétendre à de bonnes facultés d'estoc en est dépourvue (ou quasiment).
Le ricasso est présent sur les épées de la fin du Moyen Âge et surtout à partir de la Renaissance, c'est une partie du fort de la lame non affutée, éventuellement protégée par des anneaux, voire des petits quillons, qui sert, selon la taille de l'arme, soit à placer une main (grande épée à deux mains des soldats « Double Solde » de la Renaissance), soit l'index, en avant de la garde (rapière, permet un meilleur contrôle en estoc).

### Garde

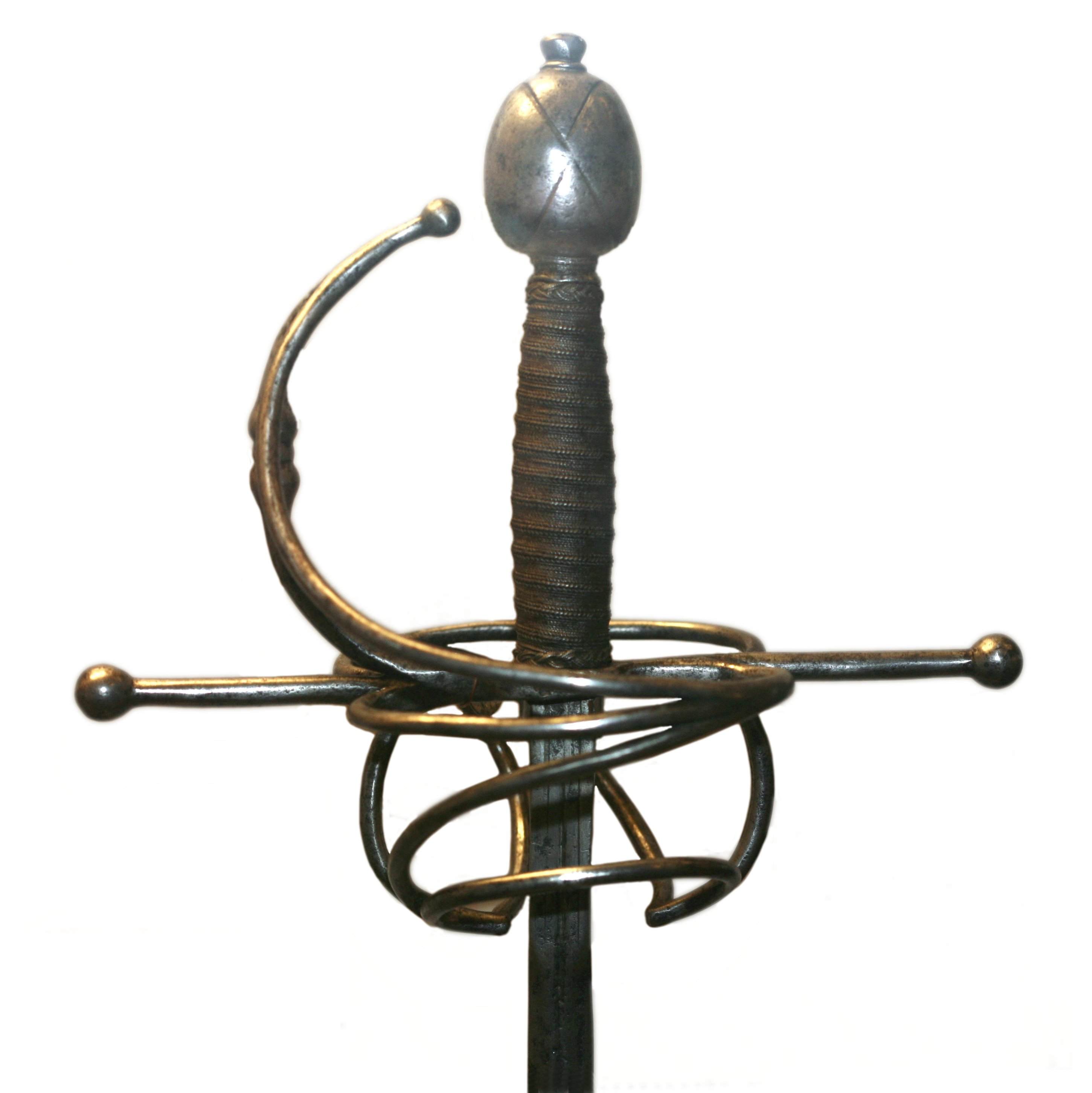
Garde d'une rapière.

Protégeant la main, la garde peut être constituée soit de deux quillons perpendiculaires au corps de l'épée et donnant la forme d'une croix, soit d'une coquille, généralement en demi-sphère, qui enveloppe la main, soit des deux. On peut aussi avoir un capuce qui est un arc de cercle reliant la coquille au pommeau. Elle peut avoir des formes décoratives, et parfois inclure des ornementations supplémentaires (diamants incrustés, couleurs...).
Les premières épées sont dépourvues de garde ou quasiment. Les quillons apparaissent en premier : ils permettent d'arrêter, voire de capturer une lame filant le long de l'épée. Au fil du temps, ils sont de plus en plus grands, jusqu'à l'apparition de la rapière où ils rétrécissent pour finalement être intégrés à la garde en corbeille, avant de disparaître totalement sur les épées de cour. Les quillons ne sont pas une protection idéale : il faut sans cesse orienter l'épée correctement pour arrêter la lame adverse, sous peine de la laisser passer.
Par contre, de nombreuses techniques d'escrime médiévale se basent sur une utilisation plus « offensive » des quillons, utilisant leurs propriétés pour dévier et coincer activement la lame adverse, justement avec un contrôle précis de leur orientation, permettant ainsi de placer un estoc ou une entaille après avoir dévié et emprisonné un coup de taille. Les quillons peuvent aussi à l'occasion avoir un usage purement offensif en tant qu'instrument perforant, comme la pointe d'un marteau de guerre.
À la base de la garde côté lame, la chape est un lambeau de cuir qui peut être attaché à la garde de l'épée. Appelé également protège pluie, elle sert à protéger l'embouchure du fourreau et empêcher l'eau de pénétrer dedans. Cette pièce de gros cuir très solide joue également le rôle d'une protection rudimentaire pour les doigts dans le cadre d'une escrime faisant un bon usage des quillons.
Au début de la Renaissance, les quillons se voient doublés d'anneaux de part et d'autre du plat de la lame, dessinant un « 8 » et permettant en plus une vraie protection des mains. Lorsque l'épée longue fait place à la rapière, les lames ne sont presque plus utilisées pour la taille, aussi les quillons perdent-ils de leur intérêt. Dans l'évolution suivante les lourds et solides quillons des épées médiévales sont devenus inutiles, aussi se développent de multiples artifices de protection pure : anneaux, puis garde en corbeille des rapières italiennes, garde en coquille, plus simple et plus efficace mais moins élégante, sur les rapières espagnoles, ou opérant une synthèse des deux sur les rapières à la Pappenheimer. On retrouve actuellement un mélange de garde en corbeille ajourée avec monogramme royal et une base en coquille dans les armes de parade de l'armée britannique.
On voit l'apparition du pas-d'âne, élément intercalaire entre la garde et la poignée, qui comporte généralement deux anneaux, disposés dans le plan de la lame, dans lesquels passer les doigts pour accroître le contrôle sur la lame. Mais les rapières elles-mêmes tendent ensuite à s'alléger, et une différenciation commence à s'opérer entre l'arme lourde de guerre, et l'arme civile ou de parade, légère et esthétique. Pour les civils, c'est l'émergence de la petite épée, ou épée de cour, tandis que les cavaleries lourdes, principalement, adoptent fortes-épées et wallonnes, qui renouent avec les capacités de taille un temps négligées.
Ces armes lourdes ont une monture solide, généralement à deux fortes coquilles plates ajourées ou à plateau, et branches de garde, en fer ou en laiton fondu. Elles évolueront vers les belles et bonnes gardes à branches en laiton des sabres et épées militaires post-révolutionnaires. L'épée civile, généralement à lame triangulaire à pans creux, est utilisable exclusivement d'estoc. La garde est généralement composée de deux petites coquilles décorés, dont parfois l'une est rabattable, et qui portent alors le nom de « claviers ». Une unique branche de garde vient parfois agrémenter ces montures légères, faites pour une escrime très occasionnelle, sinon pour la parade pure et l'affichage du rang social.

### Poignée

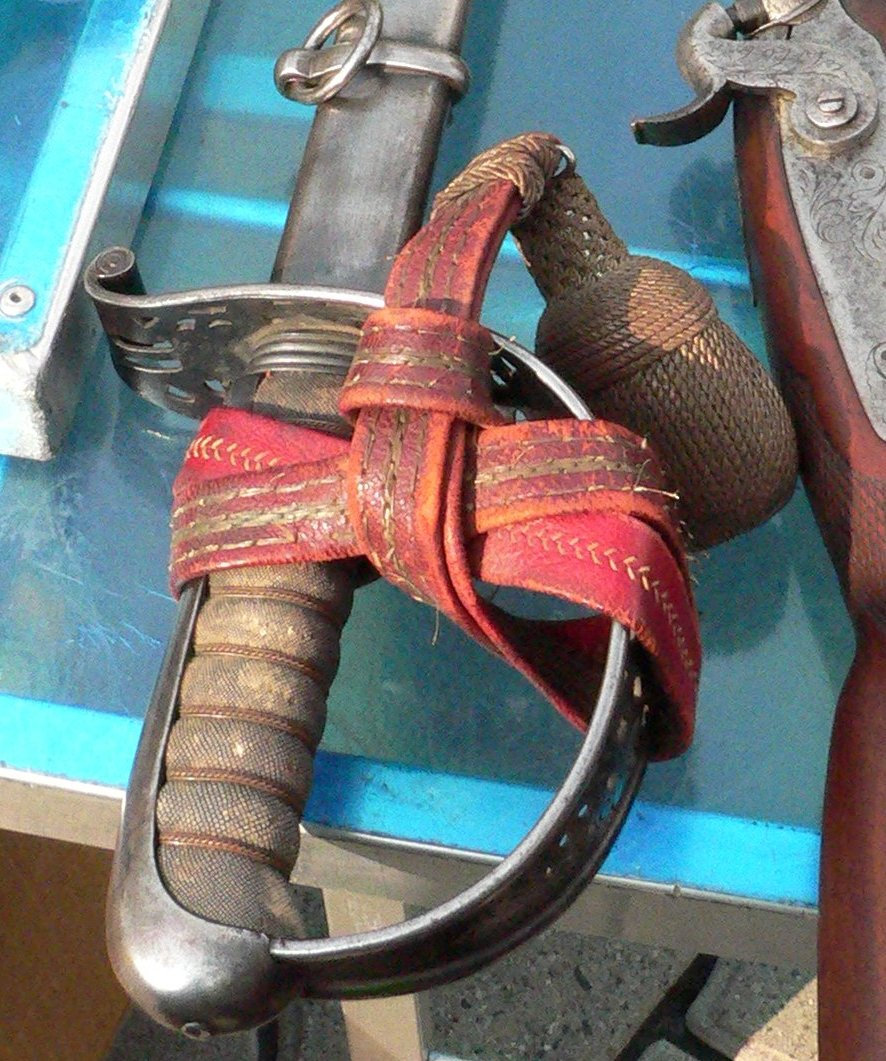
Dragonne sur une poignée de sabre.

La soie est un prolongement de la lame, allant en s'amincissant vers le pommeau, sur lequel s'enfile la garde, la poignée, et ledit pommeau. Généralement, la soie forme une sorte de queue à la lame, et se trouve cachée dans la poignée, mais sur certaines épées en bronze anciennes, et sur d'autres exemples historiques (comme le Messer, certaines scramasax ou langsax), la soie est parfois « à plate semelle », c'est-à-dire plate et formant le profil de la poignée, alors composée de deux côtes ou plaquettes fixées par rivets sur la plate semelle, au contraire d'une soie traditionnelle sur laquelle la poignée est enfilée. Le pommeau peut être soit rivé en bout à la soie, soit vissé dessus.
Historiquement, les poignées ont été confectionnées de toutes les façons qu'il est possible d'imaginer. Parfois, une simple bande de cuir était enroulée autour d'une forte soie, mais généralement, sur l'épée viking ou médiévale, la poignée est faite de deux demi coques de bois, avec aménagement pour la soie, recouverte d'une épaisseur de cuir (bande enroulée ou pièce unique cousue longitudinalement). Pour accroître la prise, on enroulait assez espacé un fil de matière végétale entre les coques de bois et la pièce de cuir; une fois la pièce de cuir cousue en place, on enroulait alors un autre fil, généralement plus décoratif, le filigrane, entre les saillies laissés par le fil sous-jacent.
Sur les épées plus tardives, quand on s'est mis à vouloir les faire d'un aspect plus léger (rapières, puis épées de cours, mais aussi fortes-épées), la poignée commence à prendre une forme plus fine, mais renflée au milieu. On donne alors à cette poignée le nom de « fusée » (terme dont l'usage peut cependant être étendu à toute poignée sur soie, en opposition aux plates semelles dont la poignée est formée de côtes).
Elle peut être réalisées selon la méthode précédente avec bois et cuir, soit en recouvrant le bois de filigranes de fer, de laiton ou d'argent torsadés (et autres métaux précieux pour les armes de prestige), enroulés serrés et recouvrant alors toute la surface de la fusée, soit même de bronze ou de laiton fondu, ce qui permet de faire des manches durables figurant des motifs (décoratifs ou en vue d'une meilleure prise).

### Pommeau

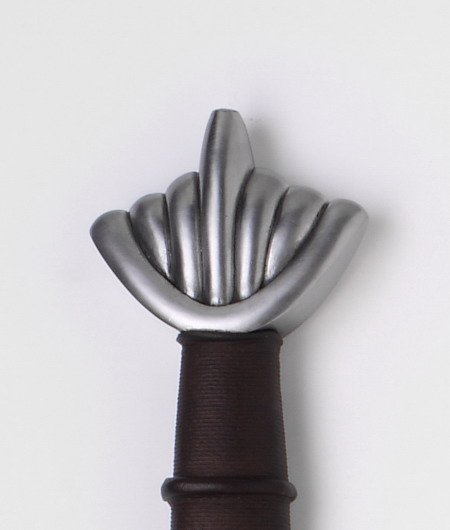
Pommeau d'épée.

Le pommeau est l'extrémité de l'épée la plus proche de l'escrimeur. Il sert de butée, évitant que la main glisse de la poignée. Il peut aussi servir à l'occasion pour porter un coup. Les pommeaux sont généralement faits de bois. Ils ne servent pas alors de contrepoids, qui réduirait la puissance des coups de taille et en ferait une arme aisément balayée sur le côté par un adversaire.
Les épées vikings en service entre le VIIIe et le XIe siècle disposent d'un pommeau en fer plein, qui vient remplacer les épées vikings de la période précédente qui avaient des pommeaux en anneaux creux. À partir du XIIIe siècle, les épées bâtardes européennes se dotent d'un pommeau en métal plein, afin d'équilibrer cette lame plus longue. Dites à une main et demie, ces épées bâtardes disposent d'une poignée plus longue, et la deuxième main vient saisir l'épée par le pommeau et le bout de la poignée.
Les armes européennes d'estoc tardives disposent d'un pommeau de métal qui agit comme contrepoids, équilibrant la lame et permettant une plus grande vivacité. Une épée capable d'estoc doit avoir une pointe légère pour être vive et précise. Or, une pointe légère donne une lame ayant un pouvoir de coupe moindre, fournissant moins d'énergie cinétique à la coupe. Lors d'un mouvement circulaire autour du centre de gravité de l'épée, il constitue une masse en mouvement opposé à celui de la lame. Cela équilibre la dynamique de l'épée et allège la charge de travail des poignets et des avant-bras.
Sur les armes à gardes à branches, au moins l'une de celles-ci vient généralement se fixer sur le pommeau. Elles peuvent être soit emboitées par une sorte de crochet, soit vissées, notamment lorsque les branches sont en fer (courant sur les épées de type « wallonne »).

## Glossaire
Ce glossaire est tiré de l'ouvrage Armes blanches militaires françaises de Christian Ariès, paru en trente cahiers de 1966 à 1990. C'est une terminologie plus détaillée, commune au sabre et à l'épée.

### Lame
L'une des parties essentielles de la plupart des armes blanches. Bande ou tige de métal, de profil et de longueur variables, droite ou de courbure plus ou moins prononcée, acérée et tranchante sur tout ou partie de ses bords nommés “tranchants”. La lame est solidement fixée à la monture par la soie qui est une partie de ladite lame.
- Arête : nervure médiane séparant les deux tranchant d'une lame palash ou les deux pans creux d'une lame. (ndlr : désignée par le terme "nerf" sur les armes du Moyen Âge et de la Renaissance)
- Colichemarde : Forme particulière de la lame de certaines épées qui apparaît vers la fin du règne de Louis XIV (1638 - 1715). Cette forme aurait été inventée par le Comte de koeningsmark dont le nom, par corruption, aurait donné colichemarde. La lame plate sur sa face côté contre-garde, présente sur sa face côté garde une arête en saillie désaxée vers le dos. Cela détermine trois arêtes et trois s pans d'inégale importance. Relativement large au talon, la lame colichemarde diminue sensiblement entre 40  et   50 cm dudit talon par une brutale dénivellation dans les lignes de ses arêtes. Elle se poursuit jusqu'à la pointe en une fine tige triangulaire, extrêmement acérée. Cette lame est considérée comme excellente pour le combat parce que tout en étant rigide à sa base, elle possède par sa finesse une grande pénétration. Il existe des colichemardes, jusqu'à la Restauration.
- Contre-tranchant : C'est, dans une lame de sabre, le prolongement du dos vers la pointe, qui est rendu tranchant pour les coupes de revers.
- Dos : le dos d'une lame est la partie opposée au tranchant. Une lame à double tranchant n'a pas de dos. Commençant au talon de la lame, le dos se termine plus ou moins près de la pointe. Le dos porte généralement les inscriptions indiquant le nom du fourbisseur de l'arme.
- Flèche : se dit de la distance maximale entre le dos d'une lame courbe et la ligne imaginaire joignant sa pointe et son talon. De sorte que plus la flèche est longue, plus la courbure de la lame est accusée. Elle est plus grande dans les armes à la hussarde ou à l'orientale.
- Gouttière : sorte de canal étroit et relativement profond, creusé à la meule sur une longueur variable dans les lames de sabres ou les lames plates des épées. Les gouttières, le plus souvent simples ou doubles (mais parfois triples ou multiples sur certaines armes médiévales ou de la Renaissance), se situent en bordure du dos pour les lames de sabre et dans l'axe médian pour la lames d'épées. Dans les textes anciens, les gouttières sont parfois appelées: gorge d'évidement.
- Jonc : forme spéciale, de section circulaire, que prend le dos de certaines lames tardives réservées aux sabres d'officiers. Le jonc assure une grande rigidité à la lame qui, de ce fait, peut être fortement diminuée d'épaisseur. Le jonc est donc une saillie sur l'épaisseur et sur toute la longueur de la lame.
- Lame de sabre, ses composants (AM officier d'Artillerie 1809 ou 1819) : la lame d'un sabre se divise en 3 parties à peu près égales : 
  - le talon, qui est celle la plus près de la garde; le faible, qui est le tiers terminé par la pointe ;
  - le fort, qui est la partie intermédiaire ;
  - la soie, est une partie en fer qui surmonte la lame, et qui traverse la coquille, la poignée et la calotte sur laquelle elle est rivée. La soie doit être bien soudée sur la lame mais ne doit s'y étendre que de 4 cm.

La lame, hors l'extrémité du talon à laquelle on soude la soie, est en acier de première fusion, à trois marques pour les lames de cavalerie, à deux pour les briquets et la baïonnettes. Cet acier doit être de deux qualités : l'un d'acier nerveux, mou, ferreux ; l'autre d'acier sec, cassant. L'acier étiré en languettes ou en petites barres, dont la qualité est reconnue par le raffineur, est mis en trousse, en sorte que l'acier mou en occupe le centre, et l'acier sec l'extérieur ; en pliant et repliant la trousse, il en obtient l'acier à deux ou trois marques, et d'une étoffe convenable ; mais ce mot étoffe est une expression d'usage et impropre, car il n'entre point de fer dans la lame, jusqu'à la soudure de la soie.
Le plat de la lame est la partie qui est entre le dos et le tranchant. Le faux tranchant ou biseau, est le tranchant qui est à la partie inférieure du dos. La lame est à gouttières, quand elle a une ou plusieurs arêtes éminentes, et des pans creux latéraux; évidée, quand elle a un seul pan arrondi au milieu de sa longueur; pleine ou plate, quand sa surface est plane
- Montmorency (lame à la) : se réfère à un type de lame d'une arme de tradition, employée par le Corps des dragons de Montmorency (1784), qu'il a adopté lors de la Guerre de Sept Ans (1756-1763), et qu'il a conservé tout au long de sa filiation : crée Firmacon (1673) ; Choiseul la Beaune (1761) ; Custine (1763) ; Lescure (1780) ; Montmorency (1784) ; Chasseurs des Évêchés (1788), 2e Régiment de Chasseurs (1791) ; Chasseurs de la Reine (1814) ; licencié en 1815. Le Comte Choiseul de Beaune a fait réaliser à Klingenthal vers 1716 le sabre de son Corps qui traversa la Révolution. Sa lame qui deviendra la lame de tradition dite "à la Montmorency" est à pointe relevée, cambrée de 18 mm, 97,5 cm de long, à un pan creux qui occupe le milieu de la lame et une gouttière très étroite près du dos dans le fort de la lame; 9 mm d'épaisseur au talon et de 29 mm de largeur. La pointe est dans le prolongement du dos avec un biseau d'environ 21,5 cm. La gouttière commence à 24,5 cm de la pointe et se termine à 21,5 cm de la base. Le pan creux  commence à 19 cm de la pointe et se termine par un pan  droit à deux 5 mm de la base.
- Palash : se dit d'une lame droite, large, à double tranchant, à arête médiane parfois remplacée par un méplat ou même par une gouttière dans les armes en provenance d'Allemagne.
- Pan creux : partie, « évidée à la meule » des flancs des lames plates. Relativement larges et peu profonds, les pans creux sont seuls ou par deux, ou seuls accompagnés d'une ou de deux gouttières situées entre le pan creux et le dos de la lame.
- Recuit : la lame étant devenue très cassante par la trempe, on la recuit au « rouge naissant » (lie de vin). On en profite de la redresser si la trempe l'a courbée. Enfin l'aiguisage produisant un écrouissage de la lame, il devient nécessaire de la recuire « au bleu » et on la chauffe au bleu[22].
- Soie : extrémité de la lame commençant au talon, traversant toutes les pièces de la monture et rivée à son extrémité supérieure. La soie est toujours de fer, rapportée sur l'acier de la lame par soudure, ce qui permet de réparer l'arme en la démontant et en la rivant à nouveau grâce à ce métal relativement ductile. Vers 1760, on étudie des soies d'acier directement étirées de la lame, mais c'est la Manufacture de Klingenthal qui réussit l'opération vers 1825.
- Talon : partie la plus large de la lame, qui touche à la monture et lui sert de point d'appui. Le talon peut occuper sur la lame un espace de quelques millimètres à cinq ou six centimètres.
- Tranchant : partie de la lame « affûtée à la meule » et destinée à couper. Le tranchant peut n'exister que sur un des côtés de la lame, ou se retrouver de l'autre côté sur tout ou partie de celui-ci. Les tranchants sont destinés à l'escrime de taille.

### Monture
Partie des armes blanches autres que les armes d'hast et servant à saisir l'arme. Solidement fixée à la lame par la soie, la monture se décompose en plusieurs pièces : le pommeau ou la calotte, la fusée, la garde, les coquilles.
- Bouton de rivure ou goutte de suif : petite pièce métallique en demi-olive, ou losangée, faisant partie de la monture, s'ajustant sur la calotte et recevant la rivure de la soie. Dans le cas d'une monture à pommeau, il faut entendre la partie supérieure dudit pommeau, généralement sphérique, séparée par une gorge plus ou moins ornée de la partie principale. De toutes façons, le bouton de rivure remplit, dans les deux cas, le même office.
- Branches : branches de garde ou de pas d'âne, branches de garde simples ou multiples. Partie de la garde qui relie le ou les pontats au pommeau, ou bien le plateau à la calotte. Elles se terminent, dans les armes françaises, par un crochet qui s'insère dans le pommeau ou la calotte. Elles sont dites, dans ce cas, branches principales. Elles sont dites branches secondaires si elles relient le plateau ou les pontats à une branche principale, ou si elle relient deux autres branches.
- Calotte : partie supérieure de la monture, elle recouvre la fusée et reçoit le bouton de rivure de la soie. La calotte reçoit également, dans sa partie antérieure, le crochet de la branche principale de la garde. Elle est prolongée dans sa partie postérieure par la queue de calotte qui est courte ou longue. Dans ce dernier cas, elle recouvre complètement le dos de la fusée et s'engage, à son extrémité, dans la virole de garde.
- Clavier (garde à) : système de coquille de contregarde rabattable par clavetage, pour le port au ceinturon, XIXe siècle.
- Contregarde : partie de la garde qui protège le pouce. Le plus souvent constituée d'un second pontat ou d'une partie du plateau et de la pièce de pouce, quand celle-ci existe. La contregarde et parfois complétée par une ou deux branches secondaires.
- Coquille : pièce inférieure de la monture dite « à la mousquetaire », composée d'une pièce métallique en forme de valve double, ouverte à plat. Elle est traversée en son centre par le passage de la soie. La coquille s'ajuste à l'extrémité inférieure de l'écusson des pas d'aêne. Elle protège la main des coups de pointe de l'adversaire.
- Cravate : pièce de tissu généralement rouge ou de cuir, pincée entre la monture et la lame d'où elle déborde afin de créer l'étanchéité à l'entrée du foureau et aussi d'éviter la détérioration de la chape lors de la remise au fourreau.
- Croisière : partie de la monture « dans les sabres à la hussard ou les glaives » (par extension, les épées médiévales. Le terme n'existait néanmoins pas au Moyen Âge ni durant la Renaissance, époques auxquelles on utilisait le terme « garde »). Située perpendiculairement à la fusée ou à la lame, elle tient lieu de garde. Dans les montures à la hussarde, la croisière est prolongée vers l'avant et à angle droit par la branche principale de garde et forme le quillon de l'autre côté. La croisière est coupée en croix par les oreillons.
- Écusson : partie de la garde, dans la monture à la mousquetaire. Traversée de bout en bout par la soie, elle sert à l'ajustage des coquilles qu'elle relie au reste de la garde. L'écusson est mis, en quelque sorte, entre parenthèses par les branches des pas d'âne dont il constitue la partie médiane.
- Filigrane : file de métal  plus ou moins torsadé, plus ou moins complexe dans ses dispositions, et qui enveloppe en spirale la fusée. Les spires peuvent se toucher comme dans une bobine ; la fusée, dans ce cas, est dite « filigranée ». Ces spires peuvent être aussi plus ou moins  espacées sur une fusée elle-même recouverte de basane.
- Garde : pièce de la monture destinée à protéger la main tenant la fusée. La garde est composée de nombreuses parties, variables suivant le cas : pontat simple ou double, plateau, branche simple ou multiple, pièce de pouce, quillon simple ou double, pas d'âne avec ses branches et son écusson. Ses pontats ou le plateau sont traversées par la soie, à la place où celle-ci pénètre dans la fusée. Par ses branches, la garde est le plus souvent reliée au pommeau ou à la calotte.
- Garde de bataille : l'idée de la monture à palmette vient d'Allemagne vers 1760. Vers 1763, l'armée ramène dans ses bagages l'idée de la monture à palmette recueillie outre-Rhin et cette efficace protection de la main sera adoptée primitivement à titre personnel, puis commencera à se répandre, toujours à titre particulier, dans les fonctions nouvellement créées, ne disposant pas encore de traditions bien établies. Elle aboutira en 1787 à la monture de bataille. À l'origine, de la palmette pleine comptant neuf nervures, toutes bombées et bien séparées l'une de l'autre par une dépression rectiligne, se détachent quatre branches secondaires qui prolongent autant de nervures de la palmette. Trois de ces branches plus ou moins infléchies en S se terminent par un bouton prenant appui sur la branche principale de la garde. Dans la forme définitive de la garde de bataille, ces branches secondaires seront au nombre de 4. La 4e branche secondaire qui se retrouvera aussi dans la forme définitive avec la no 5 se recourbe en demi cercle pour rejoindre l'embase de la palmette à l'angle extérieur de celle-ci du côté du quillon. Elle forme ainsi un anneau que l'on retrouvera dans la forme définitive. Du côté de la contregarde on observe un dispositif analogue à celui du côté opposé mais avec un embryon de palmette.
- Laiton (cuivre pour les sabres (sic)[23]) : on emploie, pour les montures et garnitures, le cuivre jaune dit « laiton », dit aussi « arco », quoique ce dernier ne soit proprement que le métal provenant de la refonte des crasses de laiton. Le laiton a plus de consistance que le cuivre (rouge ou rosette). Le laiton des montures contenait avant 1817, 7/10 de cuivre et 3/10 de zinc. Le bon métal fait avec l'arco devait être de 3/4 d'arco et 1/4 de cuivre pur. L'étain et le plomb rendent ces alliages cassants. Depuis les prescriptions ministérielles du 11 mars 1817, l'alliage employé par les Manufactures se compose de : 80 parties de cuivre rouge neuf dit rosette, 17 parties de zinc, et 3 parties d'étain.
- Mousquetaire (monture à la) : monture d'épée comportant des pas-d'âne.
- Oreillons : petites bandes de métal de forme variable, ajustées sur la croisière et dont la moitié supérieure s'applique sur la fusée. La partie inférieure, elle, enserre la chape quand on met le sabre au fourreau. Les oreillons ont pour effet d'empêcher les lames de battre dans les fourreaux.
- Pas-d'âne : partie de la garde des montures dites à la mousquetaire dont ils constituent la particularité. Les pas d'âne se situent entre : d'une part la fusée, la branche de garde et le quillon; d'autre part les coquilles situées en dessous. Les pas d'âne sont constitués de l'écusson traversé par la soie et des deux branches de pas d'âne. Ces dernières sont de petites antennes courbes ou roulées sur elles-mêmes; elles se détachent de la branche de garde et du quillon, de part et d'autre de l'écusson. Elles se terminent au niveau des coquilles sans y être reliées. Ces branches définissent deux espaces presque circulaires où s'engage, en principe, l'extrémité des deux premiers doigts quand l'épée est tenue en position de combat.
- Pièce de pouce : se présente sous deux aspects. Le premier : branche de la contregarde roulée, située près des pontats, le pouce s'y engage pour assurer une meilleure prise. Second cas : lanière de cuir en forme de boucle fixée entre la fusée et le plateau de garde ; remplit le même usage de précédemment.
- Plateau, plateau de garde : partie aplatie de la garde, traversée par la soie à l'emplacement de la fusée. Le plateau de garde remplace les pontats dans les armes à calotte. Du plateau se détache, vers l'avant, la branche principale de la garde qui le relie à la calotte. Le plateau reçoit également les branches secondaires de la garde et, par un léger rétrécissement vers l'arrière, constitue le quillon. Le plateau a pour effet de protéger des coups de pointe de l'adversaire.
- Poignée : terme qui, dans les textes anciens, est le plus souvent utilisé à la place de monture.
- Pommeau : pièce supérieure de la monture qui termine et surmonte la fusée, le pommeau est traversé par la soie et reçoit la rivure de celle-ci sur le bouton ménagé à cet effet. Le pommeau s'appuie sur la fusée et reçoit, dans de petites cavités ménagées pour cela, les crochets terminaux  de la ou des branches de la garde. Primitivement de forme sphérique ou ovoïde, le pommeau affecte par la suite des formes variées.
- Pontat : partie de la garde protégeant la main des coups de pointe de l'adversaire. C'est une feuille de métal perpendiculaire à l'axe de la lame et se situant à la naissance de la soie, entre la lame et la fusée. Le pontat présente une forme de cœur de carte à jouer. Il est renforcé en son milieu  par une forte nervure percée pour le passage de la soie. Cette nervure se prolonge du côté du dos de la lame par le quillon, et du côté du tranchant qui correspond à la pointe du cœur, par un jonc recourbé en demi cercle qui forme la branche principale de la garde. Le pourtour du pontat présente un second renforcement réalisant une nervure périphérique; celle-ci va de la base du quillon à la branche principale de la garde dans laquelle elle se perd en pointe et qu'elle contribue à renforcer. Dans certains cas, le pontat est réduit à une de ses moitié, celle qui protège la main, la moitié protégeant le pouce étant absente. Dans les armes à garde  de cuivre, le pontat est fondu avec ses branches. Dans la garde de fer, il s'agit d'une mince feuille de tôle perforée, sertie entre les nervures de renforcement du pontat.
- Quillon : partie de la garde qui est la prolongation vers l'arrière de la branche principale de garde, après le trou laissé par le passage de la soie. Le quillon, plus ou moins long, se recourbe généralement vers la pointe de l'arme. il est parfois double, quand il comporte un symétrique du côté de la branche principale de garde. Dans ce cas, la garde est dite « à la suédoise ». Dans le cas d'un plateau de garde, le quillon est simplement la partie postérieure du plateau quelque peu rétrécie, allongé, et recourbé vers la pointe.
- Rivure : extrémité de la soie rivée au marteau et à chaud sur le bouton de rivure.
- Suédoise (garde, monture à la) : se dit d'une garde présentant la particularité de comporter une double quillon. L'un, normal, prolongeant vers l'arrière la branche principale de garde. L'autre, symétrique, du côté de la branche principale et se détachant d'elle.
- Virole : bague, soit en métal, soit en fil de métal tressé. Elle se situe à chaque extrémité de la fusée et a pour effet de retenir le filigrane.

## Mythes et légendes

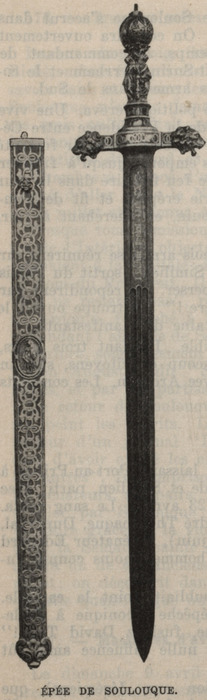
Épée de Soulouque.

Arme traditionnelle des chevaliers et des héros, l'épée, tant dans la mythologie nordique que dans la chansons de geste, se voit souvent attribuer une vie, une personnalité propre et un nom, telle Durandal, épée merveilleuse de Roland (neveu de Charlemagne), qui, d'après la Karlamagnus Saga, aurait été forgée par un orfèvre mythique, et lui aurait été transmise par l'archange Gabriel.
Chez les Vikings, les épées des chefs recevaient des appellations comme « Flamme d'Odin » ou « Feu du Roi de la Mer ».
L'épée figure également dans la légende arthurienne (avec Excalibur, l'épée d'Arthur) comme un des objets sacrés en relation avec la quête du Graal.

## Épées orientales ou exotiques
Au fil des siècles et des peuples, des armes qui pouvaient être regroupées sous ce terme générique ont évolué en différentes formes, devenant sabre en Orient, cimeterre, katana dans le Japon médiéval, etc. Toutefois l'épée était en principe une arme réservée aux nobles.

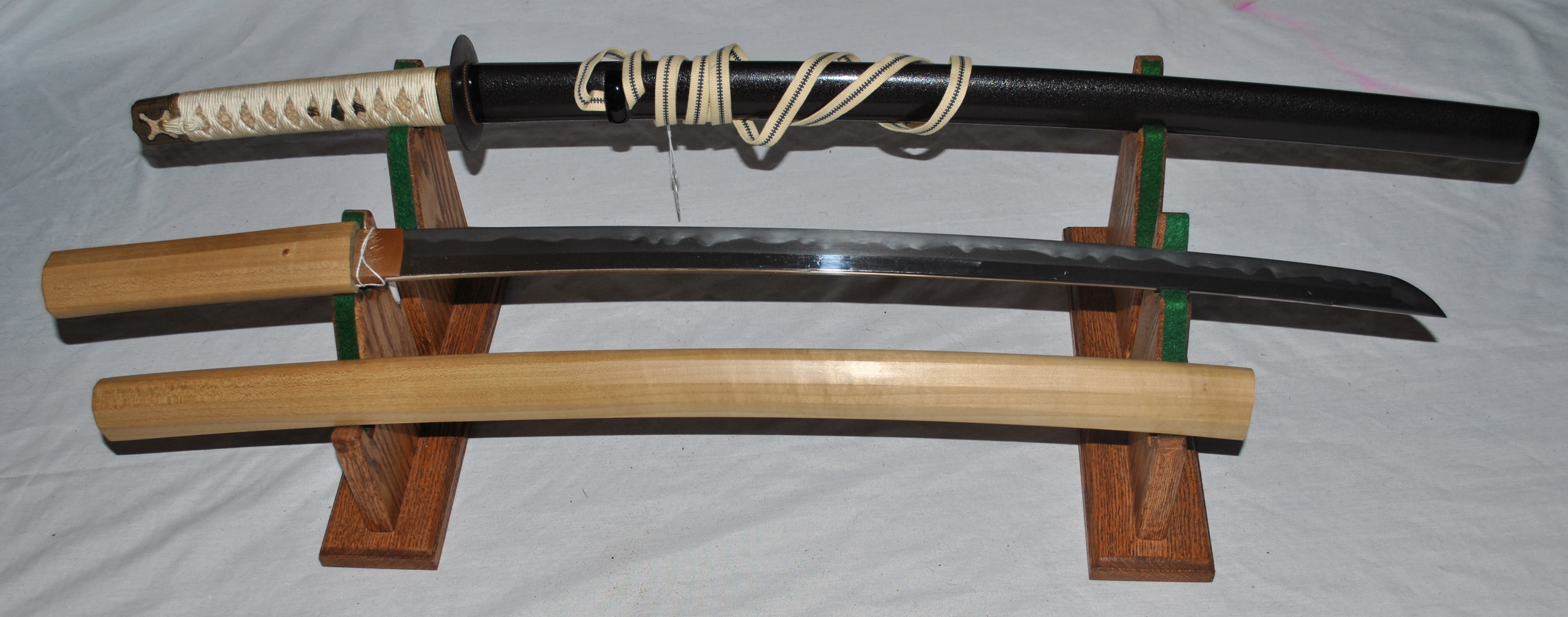
Des katana.

## Classification des épées médiévales d'Oakeshott
L'historien et illustrateur Ewart Oakeshott a réalisé une classification des épées médiévales en treize types principaux, en tenant compte principalement de la lame (forme, longueur, évolution de la section), mais aussi de la garde, du pommeau et de la fusée de l'arme.

## Types
Voir la liste complète : List of swords (en)

### Épées pour le combat

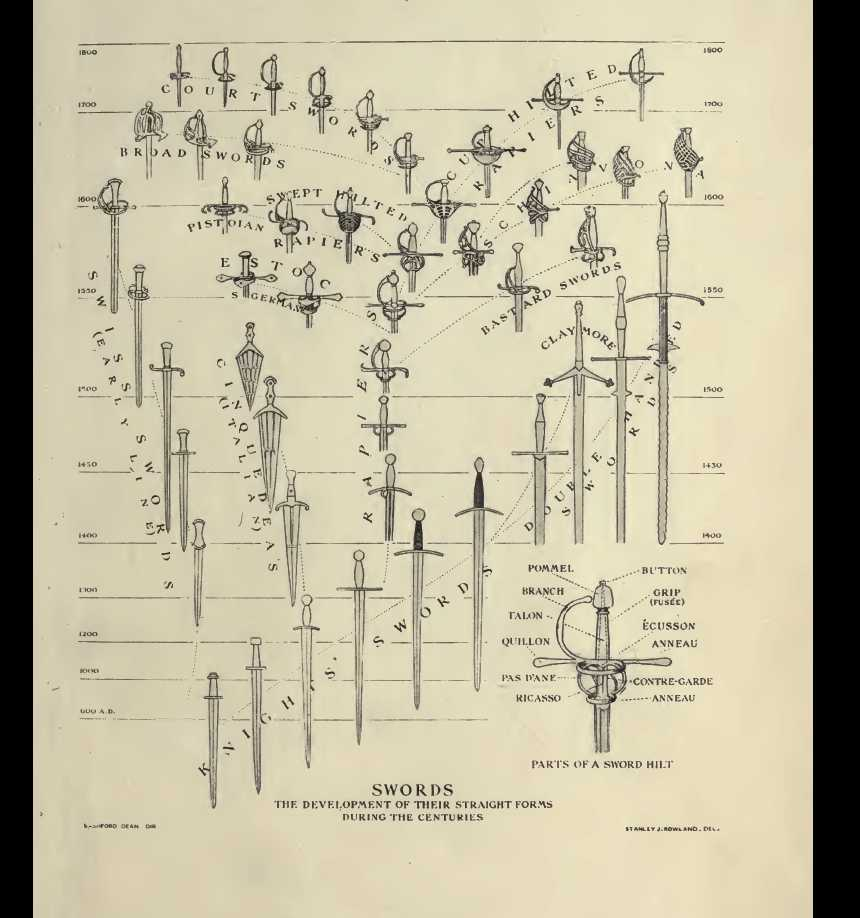
Une typologie des épées occidentales par Dean Bashford.

#### Épées à une main
- cladio : épée celte en fer de La Tène, lame de 80  à   90 cm, pointe large et tranchants parallèles
- xiphos : épée courte  anciens Grecs ;
- glaive : épée courte à lame et garde symétrique des légionnaire romains ou plus tard des hauts dignitaires au XIXe siècle ;
- spatha : épée longue romaine des grandes invasions ;
- arming sword (en) : épée cruciforme tenue à une main, ce que l’on imagine habituellement quand on pense à une épée (c’est l'épée longue dans les jeux de rôles) ;
- spada da lato (side-sword (en) : ancêtre et contemporain de la rapière, utilisée en Europe du dernier quart du XVe siècle jusqu'à la fin du XVIe siècle, environ;
- katzbalger : (étripe chat en allemand) une épée courte utilisée par les lansquenets ;
- rapière : épée longue et fine utilisée en Europe à partir de la fin du XVe siècle ;
- épée de cour : une version plus courte de la précédent, prolongeant la tendance d'une arme de moins en moins utilitaire ;
- épée de soldat : épée à pas-d'âne dont étaient munis les soldats à l'époque de Louis XIV et Louis XV ; de médiocre qualité, elle servait à indiquer leur statut militaire plutôt qu'à se battre
- jian : épée chinoise légère utilisée notamment pour la pratique du Tai-Chi.
- braquemard : épée large et courte
- schiavone : épée vénitienne du XVIIe siècle.
- Broadsword : épée écossaise.
- colichemarde
- Reitschwert
- Shotel
- latte : sabre sans courbure

#### Épées à deux mains
- épée bâtarde (ou épée à une main et demie), utilisable à une ou deux mains
- épée longue (langschwert en allemand, long sword en anglais), utilisable à deux mains
- claymore épée longue des Hautes Terres d'Écosse
- espadon (zweihänder en anglais et allemand), une épée tardive conçue pour la force brute et l'effet de choc, encore plus longue que l'épée longue
- flamberge, un type de lame qui présente une ondulation sur les deux tranchants. Cette conception avait la réputation de faire vibrer la lame adverse d'une façon dérangeante et de causer plus de dégâts dans le corps de l'adversaire. Seules quelques rapières et des espadons en ont bénéficié de manière plus qu'anecdotique.
- la canne-épée utilisée par les bourgeois vers la fin du XIXe siècle et au début du XXe pour l'auto défense.

### Épées pour le sport et le jeu
- Spada da gioco (terme générique pour toute épée non affûtée, utilisé en Italie au XVIe siècle, évoqué dans les traités d'escrime bolonaise)
- Feder (épée à deux mains utilisée pour le jeu dans la tradition de Johannes Liechtenauer et dans les arts martiaux historiques européens)
- Schlager (épée destinée à l'escrime estudiantine allemande — Mensur — en réalité tranchante)
- En escrime sportive : le Fleuret, l'Épée et le Sabre.

## Symbolique de l'épée

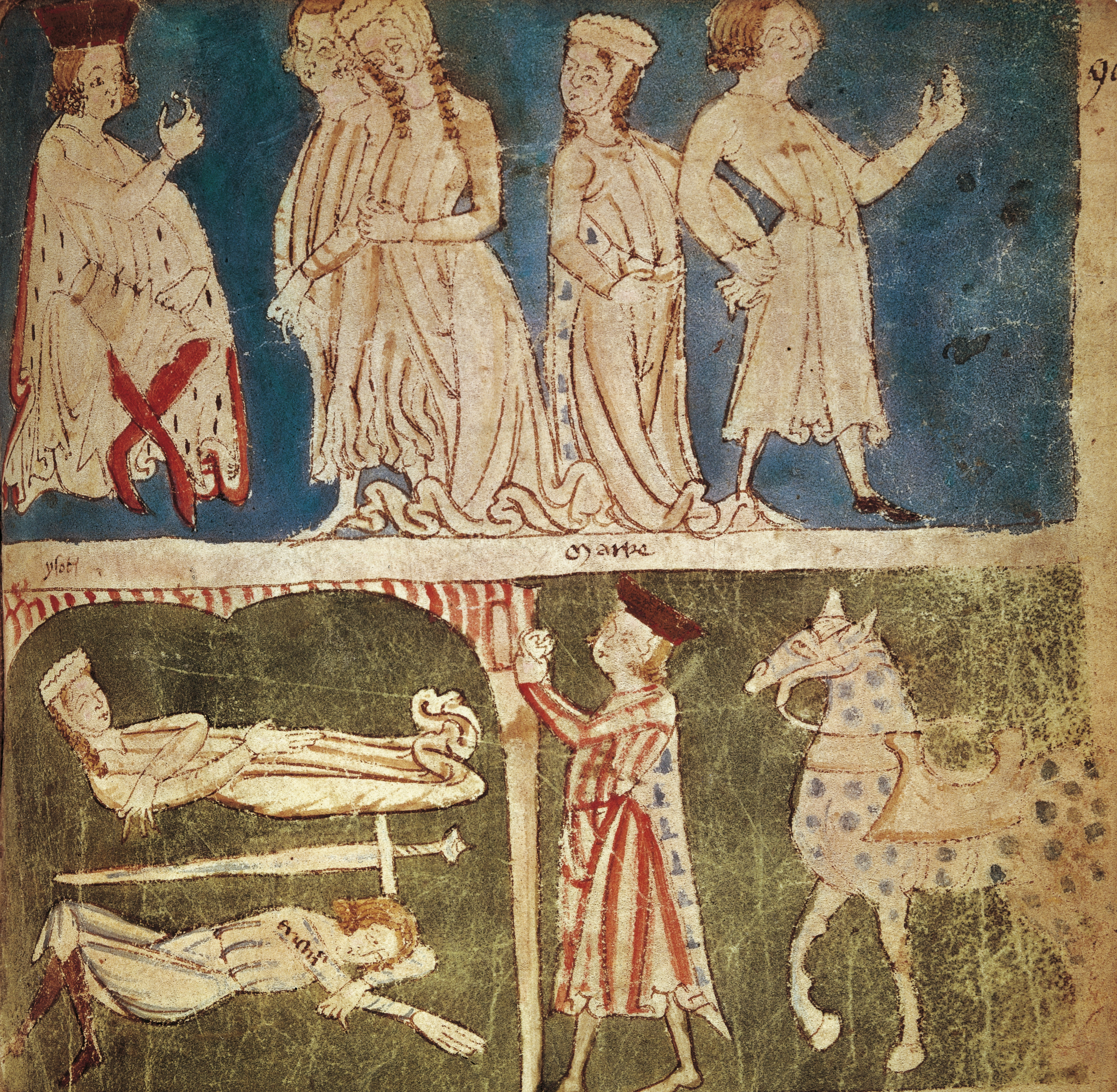
Enluminure dont la scène inférieure montre le roi Marc'h qui surprend Tristan et Iseut endormis, l'épée nue de Tristan séparant chastement les deux amants.

L'épée est un symbole militaire repris sur nombre d'insignes et de décorations. Pour la justice, on parle plutôt de glaive en Occident ou de sabre dans les pays musulmans.
L'épée nue, dégainée, en fer ou en acier, est, comme certains autres objets (lance, couteau, flèche, ciseau…) un symbole de chasteté. Ce thème poétique fictif mais correspondant aussi à des usages réels (épée de chasteté entre Sigurd et Brynhildr, entre Anne de Bretagne et l'ambassadeur de Maximilien d'Autriche afin de simuler une consommation du mariage par procuration), a fait l'objet de nombreuses interprétations. Selon le folkloriste Félix Liebrecht, « le métal, surtout l'acier, a le pouvoir de conjurer les esprits malveillants, en l'espèce les esprits qui excitent les hommes à la concupiscence charnelle ; l'épée est l'instrument d'acier le plus à la portée des chevaliers et des guerriers, héros ordinaires de nos récits ».
L'épée était au Moyen Âge considérée comme un symbole de souveraineté. Dans les assemblées solennelles présidées par le suzerain, l'épée nue était posée sur une crédence au milieu du parquet. Quand un ennemi était vaincu en combat singulier et que le vainqueur voulait rendre hommage à sa bravoure et à sa loyauté, il posait sa propre épée sur le cadavre. Cette coutume était même observée à l'égard d'un ennemi vaincu considéré comme traitre. C'était un hommage qu'on rendait alors à la mort, une sorte d'oubli de l'injure.

## Épées célèbres
De nombreuses épées ont un nom célèbre, qu'elles soient au départ historiques, devenues des armes légendaires dans les épopées médiévales (l'épée Excalibur du roi Arthur, Joyeuse, épée de Charlemagne ou Durandal, épée du chevalier Roland, neveu de Charlemagne) ou bien qu'il s'agisse d'armes entièrement imaginaires qui appartenant à des œuvres fantastiques écrites après le XIXe siècle.

## Films de cape et d'épée
L'épée (rapière ou épée de cour) est l'arme caractéristique des personnages (et en particulier des héros) des films appartenant au genre « films de cape et d'épée ». Ces films se terminent généralement par la scène rituelle du duel à l'épée entre les deux protagonistes, à l'image de Robin des Bois (1922) avec Errol Flynn.
Les films de cape et d'épée se caractérisent généralement par des combats à l'épée, un héros positif et salvateur et une histoire d'amour.